# A Má Notícia
A Má Notícia é o título de um quadro do artista brasileiro Belmiro de Almeida, realizada em 1897. A obra retrata uma jovem sentada num fauteuil sobre o qual se debruça, tendo jogada ao chão uma carta que certamente lhe trouxera a notícia ruim do título da pintura.

## Histórico
Pintada em Paris, foi exposta originalmente em Ouro Preto, no Liceu de Artes e Ofícios daquela cidade que ainda era, então, a capital de Minas Gerais. Foi então adquirida pelo governo estadual e, com a inauguração da nova sede administrativa naquele mesmo ano, foi transferida para Belo Horizonte, ficando exposta no Palácio da Liberdade.
Consta que o autor fizera um requerimento para a aquisição do quadro pelo governo e, quando esta foi efetuada em outubro de 1897 pelo montante de dez mil réis com parte das verbas destinadas à mudança da capital, ele efetuou a doação da pintura "Aurora do 15 de Novembro" - e cuja compra pelo governo não prosperara. Mais tarde, retornando novamente de Paris em 1899, tentou a mesma estratégia para a venda da tela "Os Descobridores", que objetivava as comemorações dos quatro séculos do "Descobrimento", sem sucesso.

## Folclore sobre a obra

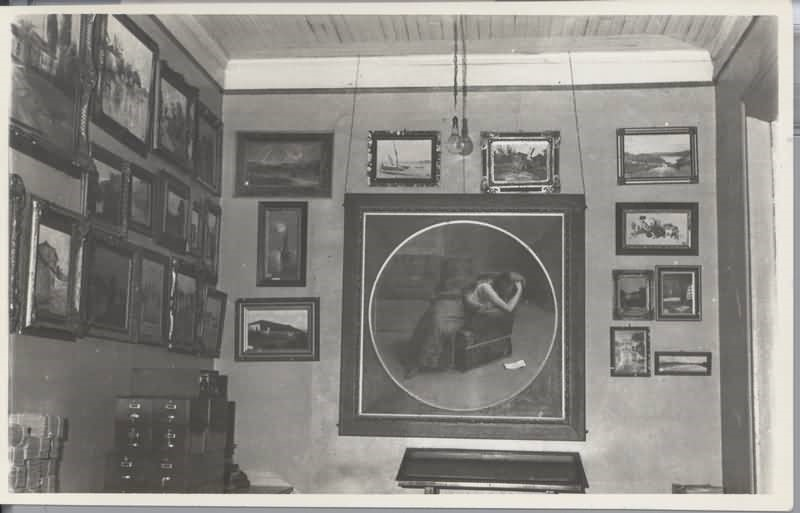
O quadro, quando no APM.

Como a capital mineira mudou em 1897, pouco tempo após a exposição inicial, foi popular a interpretação de que a "má notícia" era, justamente, a transferência do centro político e administrativo de Ouro Preto para Belo Horizonte.
Na nova capital a obra acabou sendo objeto de superstição, sendo indicada como a responsável por dificuldades enfrentadas pelos governadores no começo do século XX, trazendo "mau agouro" - o que fez com que fosse rejeitada e transferida a vários órgãos até, finalmente, ser alocada no Arquivo Público estadual e, dali, para o Museu Mineiro, onde está exposta.

## Análise e contexto
No informe de Samuel Mendes Vieira, "essa pintura que devassa o interior doméstico e humano ganhou força junto às últimas décadas do século [XIX], dando resposta a um público burguês sedento por telas de menores dimensões e de aspecto decorativo, com temas frugais e cenas próximas a realidade vivida" e o autor revela com seus trabalhos a "dimensão psicológica e doméstica" da vida brasileira, no que foi acompanhado por vários outros artistas.
A obra segue a temática sentimental de quadros anteriores do artista, como o pintado uma década antes “Arrufos” onde uma mulher jovem aparece em prantos após ter atirado uma rosa ao chão e, ainda,  a tela  “Amuada”, com uma dama expressando tristeza e igualmente debruçada num fauteuil como em A Má Notícia. Diversas pinturas do período retratam a figura feminina em momentos íntimos, revelando-lhes o aspecto psicológico, em obras como "Más Notícias" ou "Recordação"  de Rodolfo Amoedo, "Saudades" de José Ferraz de Almeida Júnior ou Après la faute de Jean Béraud.

## Impacto cultural
Em maio de 2013, como parte da comemoração do aniversário do Museu Mineiro, foi lançado o curta-metragem "A Má Notícia" inspirado no quadro, com direção de Elza Cataldo e a personagem da tela interpretada por Fernanda Vianna, do Grupo Galpão.